# プレーミア
プレーミア（伊: Premia）は、イタリア共和国ピエモンテ州ヴェルバーノ・クジオ・オッソラ県にある、人口約600人の基礎自治体（コムーネ）。

## 地理

### 位置・広がり
| 隣接するコムーネは以下の通り。括弧内のCH-TIはスイスティチーノ州所属を示す。 - バチェーノ - Bosco Gurin (CH-TI) - Campo (CH-TI) - クロード - フォルマッツァ - モンテクレステーゼ |

## 行政

### 分離集落
プレーミアには、以下の分離集落（フラツィオーネ）がある。
Albogno, Altoggio, Cadarese, Case Cini, Case Francoli, Cagiogno, Chioso, Crego, Cresta, Cristo, Passo, Piazza, Piedilago, Pioda, Rivasco, Rozzaro, Sagiago, Salecchio Inferiore, Salecchio Superiore, San Rocco, Uriezzo